# オカイ・ヨクシュル
オカイ・ヨクシュル（Okay Yokuşlu, 1994年3月9日 - ）は、トルコ・イズミル県コナク出身のサッカー選手。トルコ代表。ウェスト・ブロムウィッチ・アルビオンFC所属。ポジションはMF。

## クラブ経歴
2010年にアルタイSKで16歳でプロデビューし、2010-11シーズン33試合4ゴールを記録し、若くして主力選手に君臨。翌2011年6月にカイセリスポルに引き抜かれ、2015年からはトラブゾンスポルでプレーし、主力選手として活躍。ユース代表でも主軸を担った。
2018年6月15日、スペイン・プリメーラ・ディビシオンのセルタ・デ・ビーゴと5年契約を締結した。
2021年2月1日、ウェスト・ブロムウィッチ・アルビオンFCにシーズン終了までのレンタル移籍で加入。
2022年1月26日、ヘタフェCFに買取オプション付きのシーズン終了までのレンタル移籍で加入。シーズン終了後、ヘタフェは買取オプションを行使せず、所属元のセルタとの契約も解消された。
2022年7月18日、2021年にレンタルで在籍していたウェスト・ブロムウィッチ・アルビオンFCに完全移籍。3年契約を結んだ

## 代表経歴
15歳の2009年からユース世代のトルコ代表に招集され、2013年に自国開催となった2013 FIFA U-20ワールドカップにも出場し、グループリーグの対オーストラリア戦でゴールを記録。2015年11月にカタールで行われたギリシャとの親善試合でフル代表デビューを果たした。